# Jassim Omer
Jassim Mohamed Omer (arabisch جاسم محمد عمر ; *18. April 1995) ist ein katarischer Fußballspieler.

## Karriere
Omer begann seine Karriere in der Aspire Academy. Im März 2014 wechselte er für vier Monate nach Österreich zum FC Red Bull Salzburg. Danach kehrte er wieder in die Aspire Academy zurück.
Im Januar 2015 folgte ein zweites Engagement in Österreich; Omer wechselte zur SPG FC Pasching/LASK Juniors. Nach nur drei Partien für die Oberösterreicher kehrte er abermals in die Aspire Academy zurück.
Im August 2016 wechselte Omer zum katarischen Erstligisten Al-Ahli SC. Sein Debüt in der Qatar Stars League gab er im September 2016, als er am ersten Spieltag der Saison 2016/17 gegen den al-Gharafa Sports Club in der Startelf stand.